# Lejon
För andra betydelser, se Lejon (olika betydelser).
Lejon (Panthera leo) är ett kattdjur av släktet Panthera och världens näst största kattdjur, bara tigern är större. Lejonen lever i motsats till andra kattdjur i flockar. Två av artens viktigaste kännetecken är hanarnas man och dess rytande vilket är unikt bland kattdjuren. Lejon förekommer idag i Afrika och i den indiska delstaten Gujarat.

## Utseende och anatomi
Lejonet är det största rovdjuret i Afrika. Den vuxna lejonhanens kroppslängd mäter 170–250 cm och de har en mankhöjd upp till 123 cm. Lejonhonan är mindre, med en kroppslängd som mäter mellan 140 och 175 cm och en mankhöjd som är minst 91 cm. Svansen är mellan 90 och 105 cm för hanar och något kortare för honor. Vikten för vuxna hanar varierar mellan 181 och 227 kg och för honor mellan 113 och 152 kg. Den största kända vilda individen vägde 318 kg. De största lejonen lever i södra Afrika och de minsta i Asien.
Vuxna hannar i fångenskap kan, tack vare bra skötsel, väga upp till 350 kg. Den tyngsta registrerade lejonhanen var Simba, som levde i England på Colchester Zoo och som juli 1970 vägde cirka 60 stone (ungefär 380 kg), alternativt 375 kg (826 pund). Simba föddes 1959 i Dublin Zoo.
Lejonet har kort päls som varierar på ovansidan mellan sandfärgad, silvergrå, gulröd och mörkbrun. Undersidan och benens insida är alltid ljusare. En svart tofs vid svansens slut och svarta fläckar på öronens baksida finns hos båda kön.
Hannar har dessutom en man som är mörkbrun eller svart, ljusbrun eller rödbrun. Manen räcker från kinderna över skuldran och går ibland till bröstet eller buken. Manens form och färg skiljer sig inte bara mellan olika individer utan även mellan olika livsperioder hos samma individ. En lång och mörk man är ett tecken på ett livskraftigt djur. Studier har visat att honor föredrar hanar med lång och mörk man. Andra studier har visat att manen även fungerar värmande i kyligare områden. Dessutom skyddar manen mot slag och bett när hannarna strider. Unga hannar saknar man som först är fullt utvecklad efter cirka fyra år men även här finns stora differenser mellan olika individer.
Nyfödda ungar liknar med sina mörka rosettformiga fläckar, som ibland bildar strimmor, leoparder men dessa bleknar under första levnadsåret. Bara i enstaka fall har även vuxna djur fläckar, men dessa är ganska otydliga och hittas främst på buken. Ibland förekommer berättelser om melanism hos lejon, alltså mörka individer, men hittills finns inga bevis för dessa skildringar.
Liksom hos tigrar finns ibland lejon som har vit päls. Dessa är inte albinodjur, utan leucistiska djur med en störning i den gen som styr pälsfärgen. Arten producerar melanin, men det lagras inte korrekt i huden. Ögonfärgen är inte påverkad, och djuren har normal syn. I naturreservatet Timbavati i Sydafrika föddes tre vita lejon 1975.

## Utbredning och systematik

### Utbredning
Lejonet hade under förhistorisk tid ett betydligt större utbredningsområde än idag. Arten fanns från Peru över Alaska, Sibirien och mellersta Europa till Indien och Sydafrika. I många av dessa områden var arten utdöd redan vid slutet av istiden. Under antiken fanns lejonet i södra Europa, Sydvästasien, Indien och i Afrika. Berättelser om lejon på Balkanhalvön finns till exempel från Herodotos och Aristoteles.[källa behövs] Troligtvis försvann de europeiska lejonen omkring början av vår tideräkning. Idag ligger utbredningsområdet huvudsakligen i Afrika söder om Sahara. I Algeriet förekom lejon fram till 1890-talet och det sista nordafrikanska lejonet fälldes 1920 i Marocko. Den sista bekräftade iakttagelsen av en individ i Mellanöstern (Syrien, Iran, Irak) ägde rum 1942 i Iran. Även den asiatiska populationen dog nästan ut mellan slutet av 1800-talet och början av 1900-talet. Effektivare skjutvapen utrotade underarten fram till 1884 i hela östra Asien med undantag av Indien. Bara i nationalparken Gir som ligger i den indiska delstaten Gujarat fanns ett mindre bestånd kvar. Det lägsta antalet individer av denna population registrerades 1913 med omkring tjugo lejon. Fram till 1990-talet ökade beståndet åter till cirka 300 individer.

### Evolution

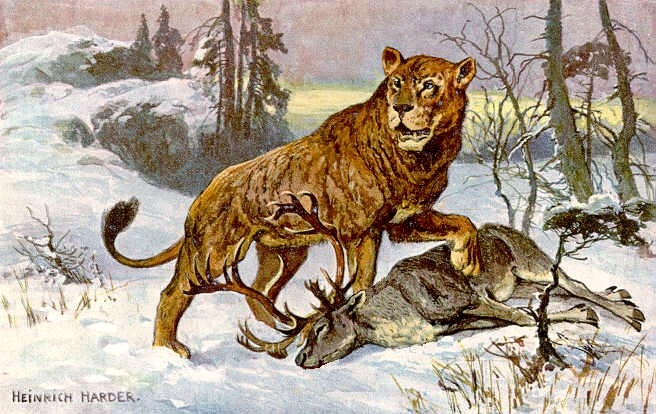
Grottlejonet (Panthera leo spelaea) i en rekonstruktion från 1920-talet.

Det eventuellt äldsta kända fossilet av lejon hittades i Tanzania och är 3,5 miljoner år gammalt. Vissa auktoriteter anser att detta fynd, som huvudsakligen består av ofullständiga käkar, tillhör arten Panthera leo medan andra betvivlar denna tillhörighet. Hittills finns för få fynd från denna epok för att säkerställa att dessa ben tillhör lejon.[källa behövs] Afrikanska fynd som med visshet kan räknas till lejon är 2 miljoner år yngre.
För ungefär 700 000 år sedan etablerade sig underarten Panthera leo fossilis i Europa. Kända fynd härstammar från Isernia i Italien samt Wiesbaden och Heidelberg i Tyskland. De flesta fossilerna i Europa är från underarten grottlejon (Panthera leo spelaea), som levde under istiden. De sista lejonen i norra Eurasien och norra Amerika dog ut för cirka 10 000 år sedan vid slutet av senaste istiden.

### Underarter
Flera recenta (nu levande) underarter blev beskrivna och antalet skiftar mellan olika avhandlingar. Den följande listan med 11 underarter är enligt standardverket Mammal Species of the World (2005), andra avhandlingar listar bara 8 underarter.
- Berberlejon (Panthera leo leo) - Individer finns troligtvis bara i djurparker.
- Asiatiskt lejon (Panthera leo persica) - lever idag bara i Gir nationalpark
- Kaplejon (Panthera leo melanochaitus eller P. l. melanochaita) - troligtvis utdöd.
- Panthera leo krugeri - förekommer i Kruger nationalpark.
- Panthera leo azandica - förekommer i nordöstra Kongo-Kinshasa.
- Panthera leo massaicus eller Panthera leo massaica (synonym P. l. nubica) - förekommer i Etiopien, Kenya, Tanzania och Moçambique.
- Panthera leo senegalensis - förekommer i Senegal och Nigeria.
- Panthera leo bleyenberghi - förekommer i Katangaprovincen i Kongo-Kinshasa.
- Panthera leo hollisteri
- Panthera leo kamptzi
- Panthera leo nyanzae

Det asiatiska lejonet listas i de flesta zoologiska skrifter som självständig underart men för de afrikanska populationerna finns olika klassifikationer. Nyare molekylärgenetiska undersökningar visade att det förekommer två olika populationer i Afrika med tydliga genetiska differenser. Den första hittas i västra samt centrala delar av kontinenten och den andra i Afrikas östra och södra delar. Den förstnämnda är enligt studien närmare släkt med det asiatiska lejonet än med de östliga och sydliga populationerna. Möjligen dog lejonet i Västafrika ut under senare pleistocen och sedan flyttade individer från Asien till regionen. Att de västafrikanska lejonen liknar sig mycket starkt i sina genetiska egenskaper talar likaså för denna hypotes.
Tidigare studier, som främst undersökte populationer i östra och sydöstra Afrika, visade resultatet att de är mycket nära släkt med varandra. De kan troligen skiljas i två utvecklingsgrenar (klad) på varje sida av östafrikanska gravsänkesystemet. Lejon från nationalparkerna Tsavo East och Tsavo West i östra Kenya skiljer sig inte genetiskt från sina artfränder i den sydafrikanska provinsen Transvaal men det finns tydliga genetiska skillnader till lejonen i Aberdarebergen (västra Kenya). En tredje studie från 2007 beskriver tre huvudtyper för lejonet: en i Nordafrika och Asien, en i Centralafrika och en i södra Afrika.

## Beteende och ekologi

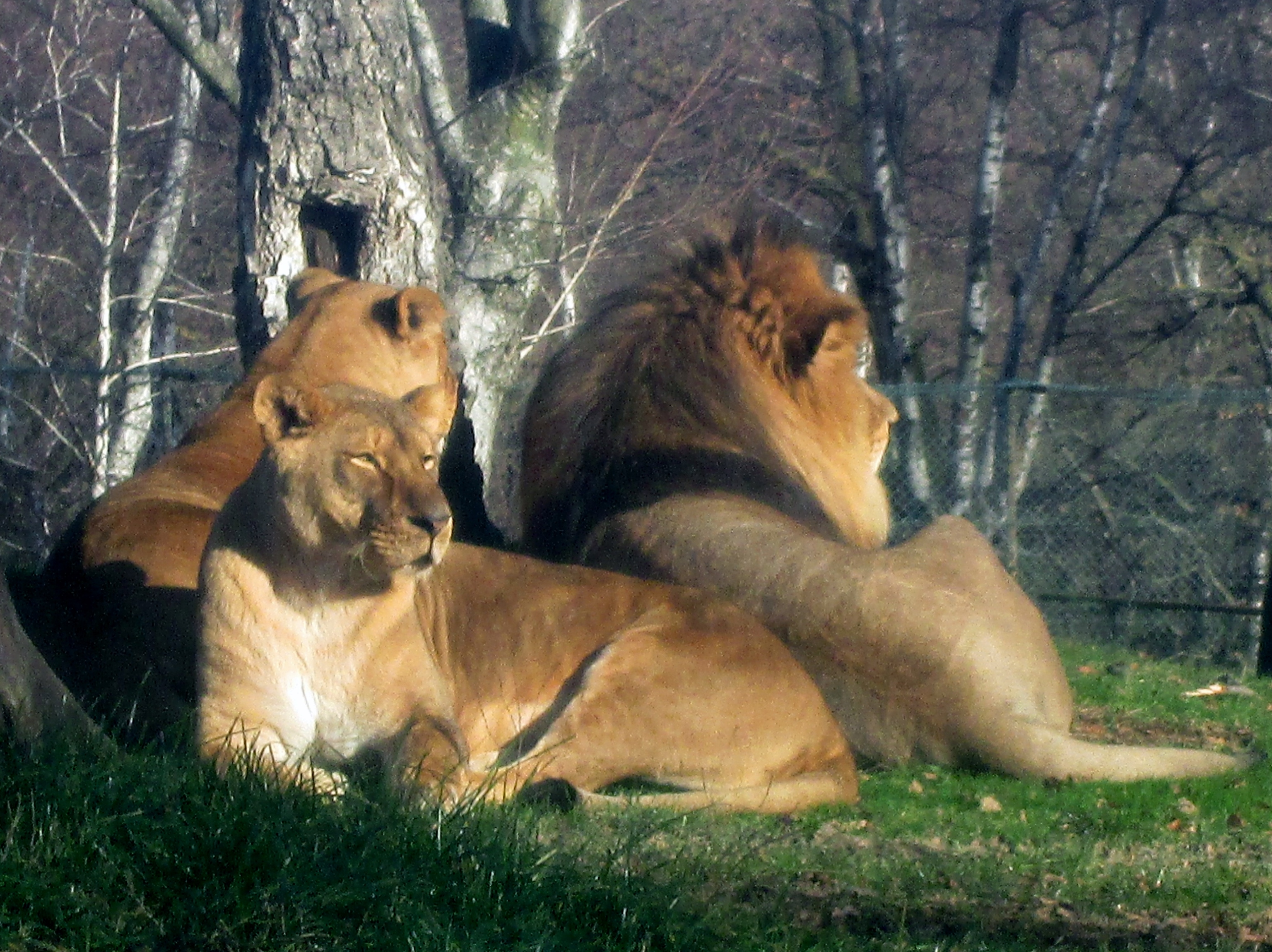
Lejonen på Pombia Safari Park, Italien

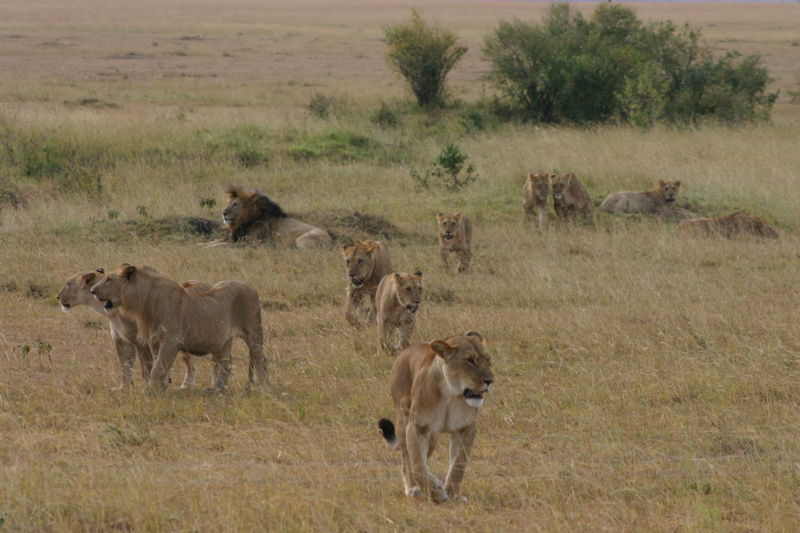
En lejonflock i Kenya

### Habitat och aktivitet
Lejon är inte särskilt specialiserade vad gäller habitat. De föredrar savann men lever även i torra skogar och i halvöken. Lejon undviker däremot täta och fuktiga skogar samt vattenfattiga ökenområden. De är inte lika goda simmare som tigrar men trots detta dokumenteras ibland individer som korsar större floder. Arten har en tendens att vara aktiv på natten. Beroende på vädret, födotillgången, människan och andra faktorer kan lejonet flytta sin aktivitet till dagen.

### Socialt beteende
Lejon är i motsats till alla andra kattdjur flocklevande och jagar också i flock, vilket kräver samarbete och organisation. De klarar att fälla de flesta tillgängliga bytesdjuren inom sitt revir. Det händer till och med att de skiljer elefantungar från hjorden för att sedan nedlägga och äta dem. Flockens storlek och sammansättning skiljer sig mellan olika levnadsområden. Hos det asiatiska lejonet bildar vanligen 4 till 5 vuxna honor en flock tillsammans med sina ungar. Hannar har i Girs nationalpark egna flockar med upp till 6 individer. I Serengeti består en vanlig flock däremot av upp till 18 honor som alla är släkt med varandra, deras ungar och upp till 7 könsmogna hannar. Flockens revir har en storlek mellan 20 och 400 km². Områdets gräns, som markeras med avföring och urin, förtydligas med rytanden. Unga hannar stannar två till tre år i flocken tills de är könsmogna, därefter jagas de iväg av de äldre hannarna.
Ensamma hannar vandrar långa sträckor och ibland får de sällskap av en till tre andra hannar i samma situation. Ännu större ungkarlsgrupper är mycket sällsynt. Dessa djur respekterar inga revirgränser och bildar heller inga egna revir. Ofta har de svårt att jaga och livnär sig därför av as.
Träffar en vandrande hanne på en flock som leds av ett gammalt lejon så försöker den uppnå den andras position. De strider som följer är oftast brutala och kan leda till döden för den ena av kontrahenterna. Om flockledaren blir besegrad måste den i fortsättningen leva ensam. Men oftast dör den på grund av sina sår. En ny flockledare dödar ofta alla ungdjur i flocken. Den biologiska nyttan består av att honorna efteråt blir snabbare parningsberedda.
Honor stannar oftast hela livet i den flock där de blev födda.

### Jakt och föda

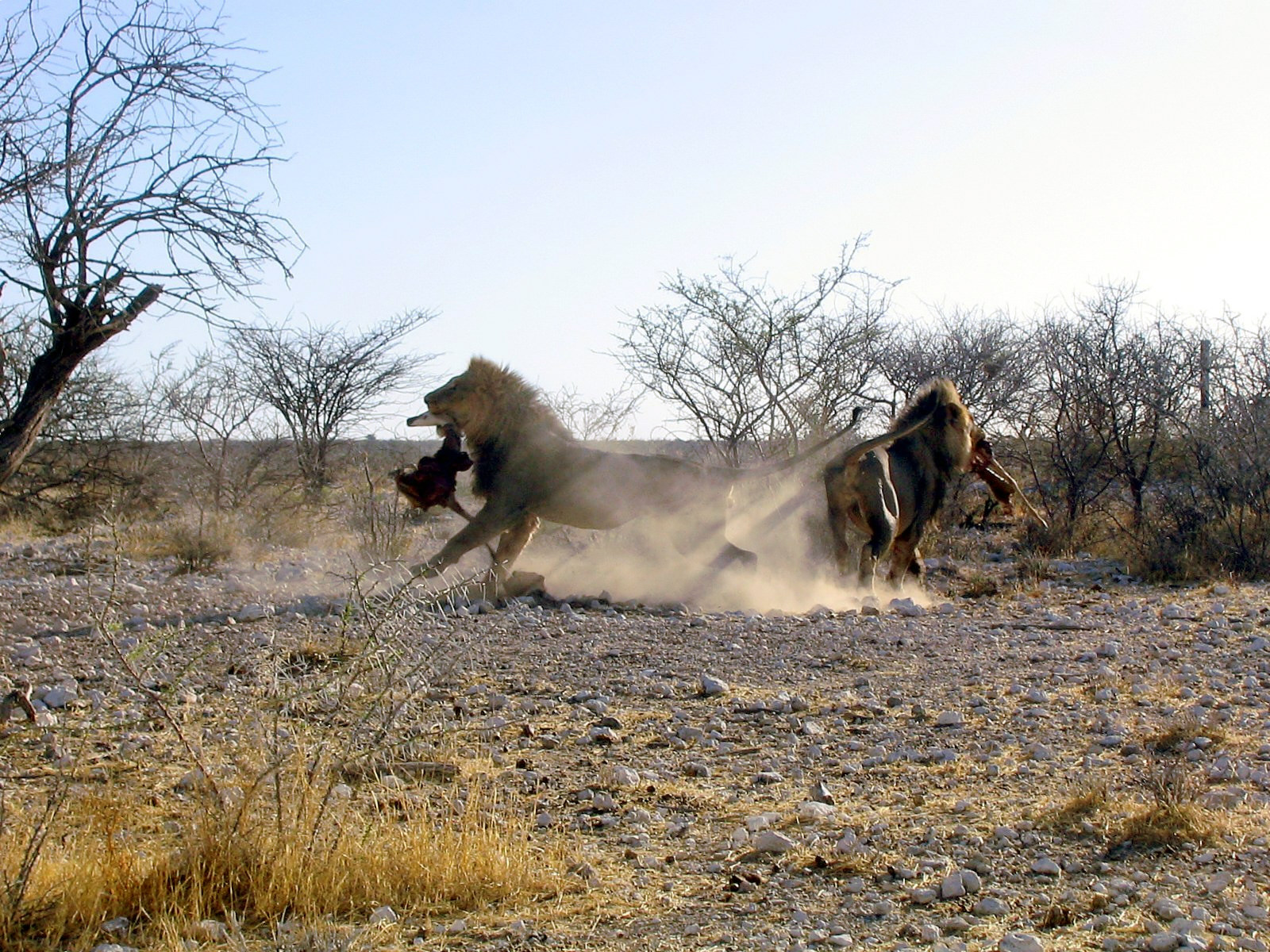
Lejonhannar som strider om bytet.

Lejon jagar oftast under natten eller på morgonen. Lejon föredrar även att jaga under storm och oväder, då åskmuller och kraftig vind gör det svårt för potentiella byten att se och höra dem. Under jakten strövar en individ eller en flock oftast långsamt genom reviret och letar efter byten. I regioner med bra tillgång till föda som Serengeti eller Nairobi nationalpark vandrar arten bara 2 till 13 km per dag/natt. Vid Namibias kustlinje iakttogs däremot lejon som vandrade 50 km per dag längs stranden för att fånga sälar. Arten gräver mer än andra stora kattdjur, bland annat för att komma åt vårtsvin. Typiska bytesdjur är antiloper, gaseller, gnuer, afrikansk buffel och zebror men även harar, fåglar och deras ägg, fiskar, ormar samt mindre krokodiler. I grupp kan de även fälla större djur som afrikanska bufflar, elefanter och vuxna giraffer. Sällan är lejonet kannibaliskt. Unga lejon börjar vid tre månaders ålder att jaga tillsammans med sin mor. Först efter två år kan de jaga självständigt. Vid jakten uppnår lejon en hastighet upp till 60 km/h men de är inte så uthålliga. Därför smyger lejon oftast fram till bytet för att öka sina chanser. Är avståndet till bytet 30 meter eller mindre rusar lejonet fram med stora språng som kan vara 6 m långa. Större byten dödas med ett fast bett i halsen för att strangulera offret medan små bytesdjur enkelt blir dödade genom ett slag med tassen. Huvudsakligen sker jakten i grupp men trots allt lyckas bara vart femte försök.
Hannar deltar bara i enskilda fall vid jakten, till exempel när större djur som buffel ska fällas. Bytet delas sedan efter flockens hierarki. Vuxna hannar är de första som får äta. Sedan följer honorna och till slut ungarna. Ofta förekommer strider vid kadavren som leder till sår hos motståndarna.
Lejon jagar vanligen själv men kan också konsumera döda djur som antingen dött av naturliga orsaker (till exempel sjukdom) eller som redan dödats av andra rovdjur som leopard eller gepard. Det förekommer till och med att lejon angriper hyenor för att komma åt deras byte. Lejon håller konstant utkik efter gamar som oftast är ett tecken på att ett djur nyligen dött eller ett djur som håller på att dö. Ett lejon kan konsumera upp till 33 kg i en enda måltid. En vuxen lejoninna kräver i genomsnitt cirka 5 kg kött per dag, en hane cirka 7 kg. Om tillfället finns så dricker lejonet efter varje jakt och varje dag vatten.

### Fortplantning

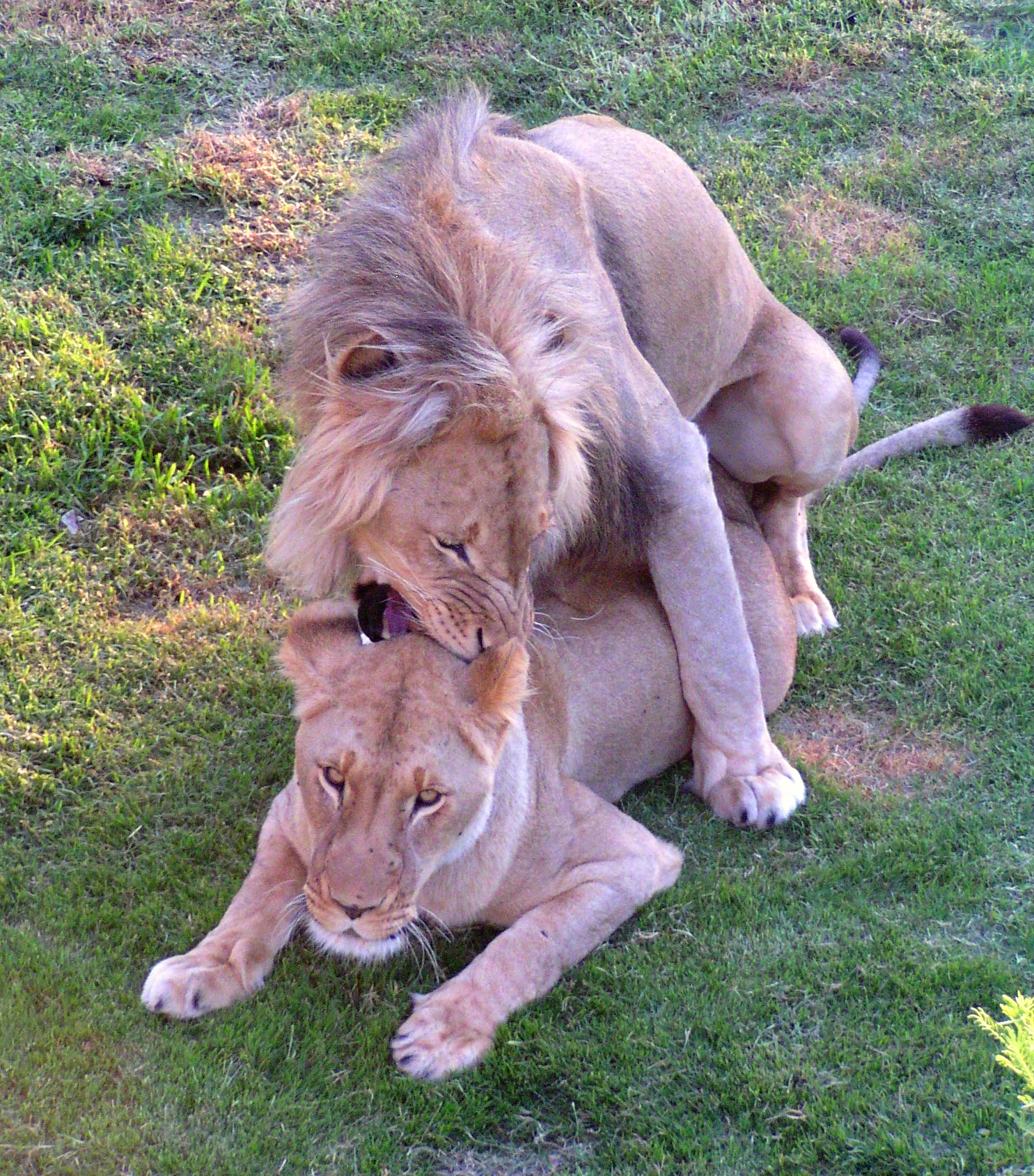
Lejonpar vid parningen.

Kopulation hos lejon sker bara när honan är parningsberedd. Dessa perioder varar ungefär fyra dagar. Efter dräktigheten som varar cirka 3,5 till 4 månader lämnar honan flocken och föder en till sex ungar (i genomsnitt tre) som har en vikt av ungefär 1,5 kg och en kroppslängd som ligger vid 50 cm. Under de följande sex till åtta veckorna ger honan ungarna di i ett gömställe. Ligger tillflyktsorten avsides från flocken så jagar honan ensam. Vid dessa tillfällen stannar ungarna upp till 48 timmar ensamma i gömstället. Under tiden består faran i att ungarna blir upptäckta av hyenor och andra rovdjur. Efter åtta veckor introducerar honan sina ungar i flocken. De blir nästan alltid accepterade på en gång.
Senare får ungarna di inte bara av sin egen moder utan även av andra honor i flocken. Efter ungefär sex månader slutar honan att ge di och efter två år är ungarna självständiga. Medellivslängden för lejon ligger mellan 14 och 20 år men oftast är det bara honor som uppnår denna ålder. Hannar blir i naturen på grund av de beskrivna omständigheterna mellan 7 och 12 år gamla. Viktigt är också i vilket område lejonet lever. I skyddade regioner som Kruger nationalpark blir djuret mellan 12 och 14 år gammalt men utanför dessa parker eller reservaten når de högst 8 års ålder. Individer i djurparker har däremot blivit upp till 34 år gamla.

### Relationer till andra rovdjur
Lejon är kapabla att döda andra rovdjur såsom leopard, gepard, krokodil, hyenor och vildhundar . Till skillnad från de flesta andra kattdjur äter de sällan upp sina konkurrenter efter att ha dödat dem .
Lejon ignorerar vanligtvis hyenor såvida det inte finns mat de kan stjäla eller om de blir trakasserade av dem. Relationen mellan lejon och hyenor är mycket speciell för båda arter. I tester har man kunnat visa att när en människa spelar upp ljud av hyenor som äter följer lejon snabbt efter. Man har även kunnat påvisa att tama hyenor, som aldrig träffat ett lejon, blir nervösa och uppspelta vid lukten av ett lejon.
När hyenorna äter sitt byte och sedan konfronteras av lejon kommer hyenorna antingen lämna platsen eller tålmodigt vänta på ett avstånd om 30-100 meter tills lejonen ätit klart . I vissa fall är hyenorna djärva nog att äta tillsammans med lejonen och kan ibland till och med tvinga bort lejon från sitt byte . Hyenor dominerar oftast över lejon om hyenorna är fyra gånger fler, men aldrig när lejonhannar är i närheten . Båda arter kan agera aggressivt mot den andra även om någon direkt anledning inte finns. Lejon kan attackera en hyena utan anledning, och det finns dokument där lejonhannar aktivt sökt upp hyenor och dödat dem utan att äta dem . I Etosha kan så mycket som 71% av hyenors dödstal bero på lejon . Det har hänt att lejonflockar och hyeneklaner brutit ut i fullskaliga krig. Ett exempel är från 1999 i Etiopien där sex lejon och 35 hyenor dödades under en tvåveckorsperiod .
Nilkrokodilen är också en konkurrent till lejon och det förekommer att de dödar varandra. Lejon, framförallt lejonhannarna, är också fientligt inställda till leoparder och dödar dem om tillfälle ges.

## Lejon och människor
Lejonet räknas till "Big Five", de fem mest framträdande arterna i Afrika.

### Status och hot
I stora delar
av Afrika minskar antalet lejon snabbt men det finns geografiska skillnader. I Väst-
och Centralafrika minskar stammen kraftigt och kommer att minska med
ytterligare femtio procent under de kommande två decennierna om inget görs för
att bevara stammen. Lejonstammen minskar också, om än mindre dramatiskt, i
Östafrika. Däremot ökar populationerna i fyra länder: Botswana, Namibia,
Sydafrika och Zimbabwe.
Som för nästan alla stora djur i Afrika är det största hotet för lejon människan som bedriver jakt på dem. På grund av flera skyddsåtgärder som har införts under de senaste åren har omfånget av jakten minskat betydligt.
Ett annat problem är sjukdomar. 1995 beskrevs för första gången ett fall av tuberkulos hos lejon. Senare var nästan 90 % av populationen i södra delen av Kruger nationalparken infekterade. Sjukdomen fick lejonen av bytesdjur som bufflar. Mellan 60 och 70 procent av alla afrikanska lejon bär ett virus som kallas FIV (Feline Immunodeficiency Virus) och som liknar HIV hos människor.
Uppskattningsvis lever mellan 16 000 och 30 000 vilda lejon i Afrika. Internationella naturvårdsunionen (IUCN) ansåg 2004 att beståndet minskade med 30 till 50 procent under de föregående 20 åren. I några skyddszoner i östra och södra Afrika finns däremot goda tecken för lejonets framtid. Lejonet (Panthera leo) är kategoriserat som sårbart (VU) av IUCN.
Det asiatiska lejonet (Panthera leo leo) listas med omkring 350 individer som starkt hotat (Endangered).

### Kulturhistoria

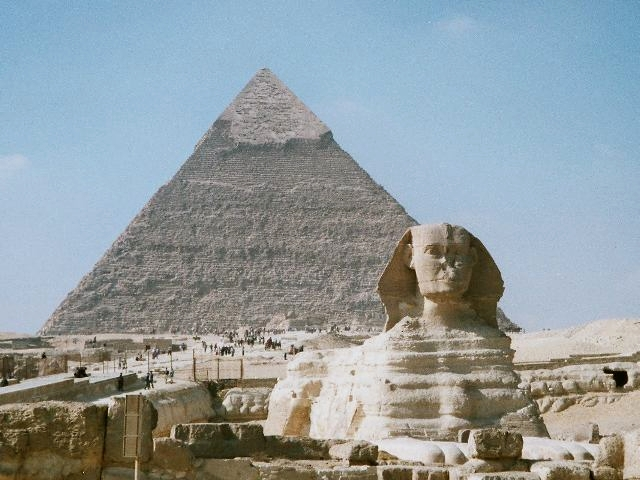
Sfinxen i Giza.

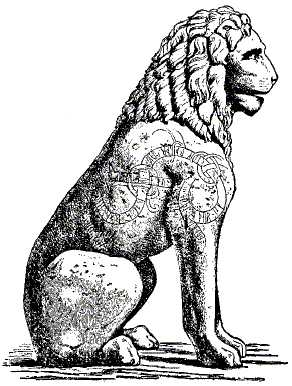
Pireuslejonet i marmor, Venedig.

Broderat guldlejon, 1600-tal.

Redan jägarna under aurignacienkulturen för mer än 30 000 år sedan avbildade lejon. Till de mest imponerande konstverken från denna tid hör en figur gjord av mammutelfenben, som även räknas som en av de äldsta skulpturerna i människans historia. Figuren, som hittades i en grotta i Baden-Württemberg, är 30 centimeter hög och föreställer den så kallade ”lejonmänniskan”, som har en människas kropp och ett grottlejons huvud. Den avbildar troligtvis en gudomlighet. 
Även i den tecknade filmen Lejonkungen från Walt Disney Feature Animation så avbildas lejonet som ett mäktigt djur.
I många kulturer har lejonet ställningen som "djurens kung". Det sammanhänger med en tidig kristen avhandling om djursymbolik med namnet Physiologus, som hade stort inflytande på västerländsk kultur. Det visar sig exempelvis genom det stora antalet vapen som avbildar lejon. Till exempel förekommer lejon i Sveriges riksvapen. Att djuret var känt i Europa sammanhänger med det faktum att det tidigare förekom runt Medelhavet. I den grekiska mytologin uppträder lejon i olika funktioner, exempelvis var det nemeiska lejonet ett människoätande monster och en av Herakles tolv uppgifter bestod av att döda djuret. I en fabel av Aisopos drar hjälten Androkles, en förrymd slav, en tagg ur ett lejons fot. När han senare bestraffas genom att kastas i lejongropen för att bli uppäten blir han igenkänd och lejonet skonar honom. 
I boken Trollkarlen från Oz blir huvudpersonen Dorothy vän med ett fegt lejon som vill ha mod och kunna bli "djurens kung".
I flera antika kulturer spelar lejonet en viktig roll. I Egypten avbildade man faraoner som sfinxer, lejon med människohuvud. Det mest kända exemplet är sfinxen i Giza. Förutom faraonernas lejongestalter dyrkades gudinnor som Sekhmet och Bastet som hade ett lejonhuvud. Dessutom fanns i den egyptiska mytologin en gudomlighet för rikedom, Dedun, som ibland framställdes som lejon.
På norra stjärnhimlen finns två stjärnbilder, Lejonet och Lilla lejonet. Den första ska vara en inkarnation av det nemeiska lejonet, medan den andra är en nyskapelse från 1600-talet.
Att lejonet även idag betraktas som mäktigt och starkt ser man genom att härskare benämner sig efter djuret. Den afghanske krigaren Ahmad Shah Massoud kallas av sina anhängare ”Lejonet av Panshir” och den etiopiske kejsaren Haile Selassie hade namnet ”Lejonet av Juda”, vilket också är en benämning på Kristus/Messias i Uppenbarelseboken i Bibeln.

### Lejon i Sverige
Lejon får ej längre hållas som sällskapsdjur i Sverige, utan hålls bara i djurparker. Under år 2010 fanns afrikanska lejon i Borås djurpark, Kolmårdens djurpark och Ölands djurpark. På Parken Zoo i Eskilstuna finns asiatiska lejon. Alla rovdjur förbjöds på cirkus i Sverige under 1960-talet.
Ett av de tidigare lejonen i Sverige kom till landet 1731, som gåva från bejen av Alger till Fredrik I. Det hölls i bur på Lejonslätten (vid nuvarande Nordiska museet). Man har tidigare trott att detta lejon varit identiskt med det bekanta uppstoppade lejon som finns på Gripsholms slott, men senare efterforskningar har visat att detta inte är möjligt då Fredrik I redan 1732 skänkte lejonet vidare till kurfursten av Sachsen.

### Människoätande lejon
I Afrika blir betydligt fler människor offer för flodhästar än för lejon. Även leoparden betraktas som farligare för människor än denna storkatt. Trots allt finns olika fall förtecknade där lejon har bedrivit jakt på människor. Till de mest kända fallen hör två lejon som 1898 dödade flera indiska och afrikanska arbetare i före detta Brittiska Östafrika, som idag är Kenya. Arbetarna var anställda för att bygga en bro för järnvägen. Det påstås att 135 människor föll offer för dessa lejon, men enligt nyare undersökningar var det "bara" omkring 35 personer som blev uppätna.
Ledaren för byggprojektet, den brittiska överstelöjtnanten John Henry Patterson, behövde nio månader för att upphitta och skjuta de två lejonen. Lejonen var två individer av hankön som saknade man, men var ovanligt stora. De hade en längd på 295 resp. 290 centimeter och en mankhöjd på 120 resp. 115 centimeter. Händelserna vid brobygget har inspirerat till två Hollywoodproduktioner: en film från 1952, som också var den första tredimensionella filmen, med det engelska namnet "Bwana Devil", och en från 1996 med titeln "The Ghost and the Darkness". Båda lejonen finns uppstoppade i Field Museum of Natural History i Chicago.

### Heraldik

Upprest lejon i Hallands landskapsvapen.

Lejonet är en vanlig symbol inom heraldiken. Det heraldiska lejonet avbildas normalt upprest, alltså i profil och stående på bakbenen. Andra vanliga poser är gående, alltså med tre tassar på marken och högra framtassen höjd, och springande. Ett gående lejon med hitvänt ansikte benämns ibland leopard.